# Guadalupe Pineda
María Guadalupe Pineda Aguilar (Guadalajara, 23 febbraio 1955) è una cantante messicana.
È una delle cantanti più popolari in Messico e in America Latina.
Nel 2017 Ha ricevuto il premio Latin Grammy Award alla carriera e durante la sua lunga attività ha pubblicato oltre 30 album vendendo oltre 10 milioni di dischi in tutto il mondo.

## Biografia
Guadalupe Pineda nasce a Guadalajara nello stato di Jalisco in Messico. Ha iniziato la sua attività mentre studiava sociologia all'UNAM di Città del Messico, cantando in piccoli locali e formando i gruppi "La propuesta" e "Sanampay" con i quali ha registrato due dischi, proseguendo successivamente come solista esibendosi principalmente nelle università e tenendo concerti nelle piazze.
Il successo arriva nel 1984 con il brano Yolanda, che vende un milione e mezzo di copie in tutto il Messico, portando la cantante a esibirsi nei teatri più prestigiosi di Città del Messico, quali il Palacio de Bellas Artes, l'Auditorio Nacional, il Teatro de la Ciudad, il Teatro Degollado e al Festival Internacional Cervantino, il più importante evento artistico e culturale internazionale in Messico e America Latina.
Nel 1985 esce l'album Un poco Más, grazie al quale riceve un disco d'oro per le oltre 500 000 copie vendute, certificazione ricevuta anche nel 1990 e nel 1991 con gli album  20 Boleros de Siempre e Costumbres, vendendo per entrambi oltre 100 000 copie.

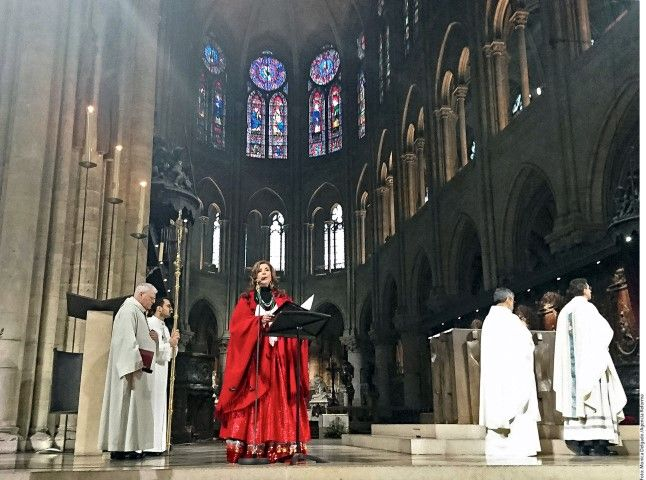
Guadalupe Pineda in concerto nella Cattedrale di Notre-Dame

Negli anni successivi svolge concerti in tutto il mondo, principalmente negli Stati Uniti, in Italia, Irlanda, Spagna, Francia, Porto Rico, Argentina, Colombia, e Venezuela, lavorando come solista o al fianco di altri artisti tra cui Mireille Mathieu, Linda Ronstadt, Pepe Aguilar, Carlos Cuevas, La Sonora Santanera, Plácido Domingo, Pablo Milanés, Paquita la del Barrio, Maria León, Lila Downs, Ely Guerra, Rocío Dúrcal, Fernando de la Mora, Mercedes Sosa, Natalia LaFourcade, Antonio Aguilar, José Beltrán e Armando Manzanero.
Nel 2002 è stata l'unica cantante messicana ad essere inclusa in una compilation Buddha Bar, interpretando il brano Historia de un amor con i Los Tres Ases. Il suo album Arias De Ópera del 2002 è stato certificato doppio disco di platino, e nel 2007 ha ricevuto un premio al Festival di Cannes per le sue interpretazioni di brani in francese. Nel 2009 è stata la prima cantante messicana a ricevere il Grand Prix Award in Francia per l'album Francia con Sabor Latino.
Nel 2016 il suo album Las Tres Grandes: Primera Fila, realizzato in collaborazione con Tania Libertad ed Eugenia León viene certificato disco d'oro in Messico, ricevendo una nomination ai Latin Grammy come miglior video musicale di lunga durata. Nel 2017 riceve il premio Latin Grammy Award alla carriera.

## Discografia
- 1983 – Guadalupe Pineda (Discos NCL, NCL-LP-0070)
- 1984 – Te Amo (Melody)
- 1985 – Un poco Más (NGS)
- 1985 – Guadalupe Pineda & Carlos Diaz Caito con Carlos Díaz (Discos NCL, NCL-LP0071)
- 1986 – Todo Cambia (NGS, MITV-099)
- 1987 – Solamente Una Vez (NGS)
- 1988 – Para Comenzar... (RCA)
- 1988 – Un Canto A Mexico (RCA)
- 1988 – Lo Mejor De (Melody, MEL-336)
- 1989 – Eclipse De Mar (RCA)
- 1990 – 20 Boleros de Siempre (Ariola)
- 1991 – Costumbres (RCA)
- 1993 – De Nuevo Sola (BMG, CDL/1136)
- 1994 – Enamorarse Asi (BMG)
- 1997 – Así Como Tú - Baladas, Boleros Y Rancheras (RCA, 74321-46315-2)
- 1999 – Vestida De Besos (Ariola, 743216352722)
- 2000 – Con Los Tríos Del Siglo (Ariola)
- 2002 – Arias De Ópera
- 2006 – Canciones De Amor: Love Songs (Sony)
- 2007 – La Voz En Vivo Vol. 1 (EMI, 5099950190522)
- 2008 – La Voz En Vivo Vol. 2 (EMI, 5099922708922)
- 2008 – Francia Con Sabor Latino (Sony, 886974309123)
- 2013 – Guadalupe Pineda En Bellas Artes Vol 1 (Sony, 887654520821)
- 2013 – Guadalupe Pineda En Bellas Artes Vol 2 (Sony, 888837628525)
- 2015 – Las Tres Grandes: Primera Fila (con Tania Libertad e Eugenia León) (Sony)
- 2015 – Tiempo De Amar (Sony, 888750383921)
- 2018 – Homenaje A Los Grandes Compositores (Sony, 190758935225)